# Supercopa dos Países Baixos de 2015
A Supercopa dos Países Baixos 2015 foi a 26ª edição do torneio, disputada em partida única entre o Campeão Neerlandês 2014–15 (PSV Eindhoven) e o Campeão da Copa dos Países Baixos 2014–15 (Groningen).

## Participantes
| Equipe        | Classificação                             |
| ------------- | ----------------------------------------- |
| PSV Eindhoven | Campeão Eredivisie de 2014–15             |
| Groningen     | Campeão Copa dos Países Baixos de 2014–15 |

## Partida
| 2 de agosto de 2015 | Groningen | 0 – 3 | PSV Eindhoven                | Amsterdam Arena, Amsterdam               |
| 18:00               |           |       | De Jong 25', 63' · Maher 50' | Público: 24 000 Árbitro: NED Bas Nijhuis |

| Groningen | PSV |

| GRONINGEN:        |    |                   |     |     |
|                   |    |                   |     |     |
| G                 | 1  | Sergio Padt       |     |     |
| LD                | 33 | Hans Hateboer     |     |     |
| Z                 | 3  | Eric Botteghin    |     |     |
| Z                 | 21 | Rasmus Lindgren   | 67' |     |
| LE                | 28 | Abel Tamata       |     |     |
| M                 | 24 | Tom Hiariej       |     |     |
| M                 | 10 | Albert Rusnák     |     | 62' |
| M                 | 22 | Simon Tibbling    |     | 74' |
| A                 | 7  | Jarchinio Antonia |     |     |
| A                 | 8  | Michael de Leeuw  |     |     |
| A                 | 11 | Bryan Linssen     |     | 62' |
| Substituições:    |    |                   |     |     |
| A                 | 14 | Mimoun Mahi       |     | 62' |
| M                 | 17 | Jesper Drost      |     | 62' |
| M                 | 38 | Juninho Bacuna    |     | 74' |
| Treinador:        |    |                   |     |     |
| Erwin van de Looi |    |                   |     |     |

| PSV:           |    |                      |     |     |
|                |    |                      |     |     |
| G              | 1  | Jeroen Zoet          |     |     |
| LD             | 4  | Santiago Arias       |     |     |
| Z              | 5  | Jeffrey Bruma        |     |     |
| Z              | 2  | Nicolas Isimat-Mirin |     |     |
| LE             | 14 | Simon Poulsen        |     | 69' |
| V              | 29 | Jorrit Hendrix       |     |     |
| M              | 6  | Davy Pröpper         |     |     |
| M              | 10 | Adam Maher           |     | 85' |
| A              | 11 | Luciano Narsingh     |     |     |
| A              | 9  | Luuk de Jong         |     |     |
| A              | 19 | Jürgen Locadia       |     | 74' |
| Substituições: |    |                      |     |     |
| LD             | 20 | Joshua Brenet        |     | 69' |
| M              | 18 | Andrés Guardado      | 90' | 74' |
| A              | 7  | Gastón Pereiro       |     | 85' |
| Treinador:     |    |                      |     |     |
| Phillip Cocu   |    |                      |     |     |

## Campeão
| Campeão da Supercopa dos Países Baixos de 2015 |
| ---------------------------------------------- |
| PSV EINDHOVEN 10° titulo                       |